# Puig de s'Alqueria
El Puig de s'Alqueria és una muntanya de 52 metres que es troba al municipi de Cadaqués, a la comarca catalana de l'Alt Empordà.